# Amathay-Vésigneux
Amathay-Vésigneux is een gemeente in het Franse departement Doubs (regio Bourgogne-Franche-Comté) en telt 129 inwoners (1999). De plaats maakt deel uit van het arrondissement Besançon.

## Geografie
De oppervlakte van Amathay-Vésigneux bedraagt 12,4 km², de bevolkingsdichtheid is 10,4 inwoners per km².

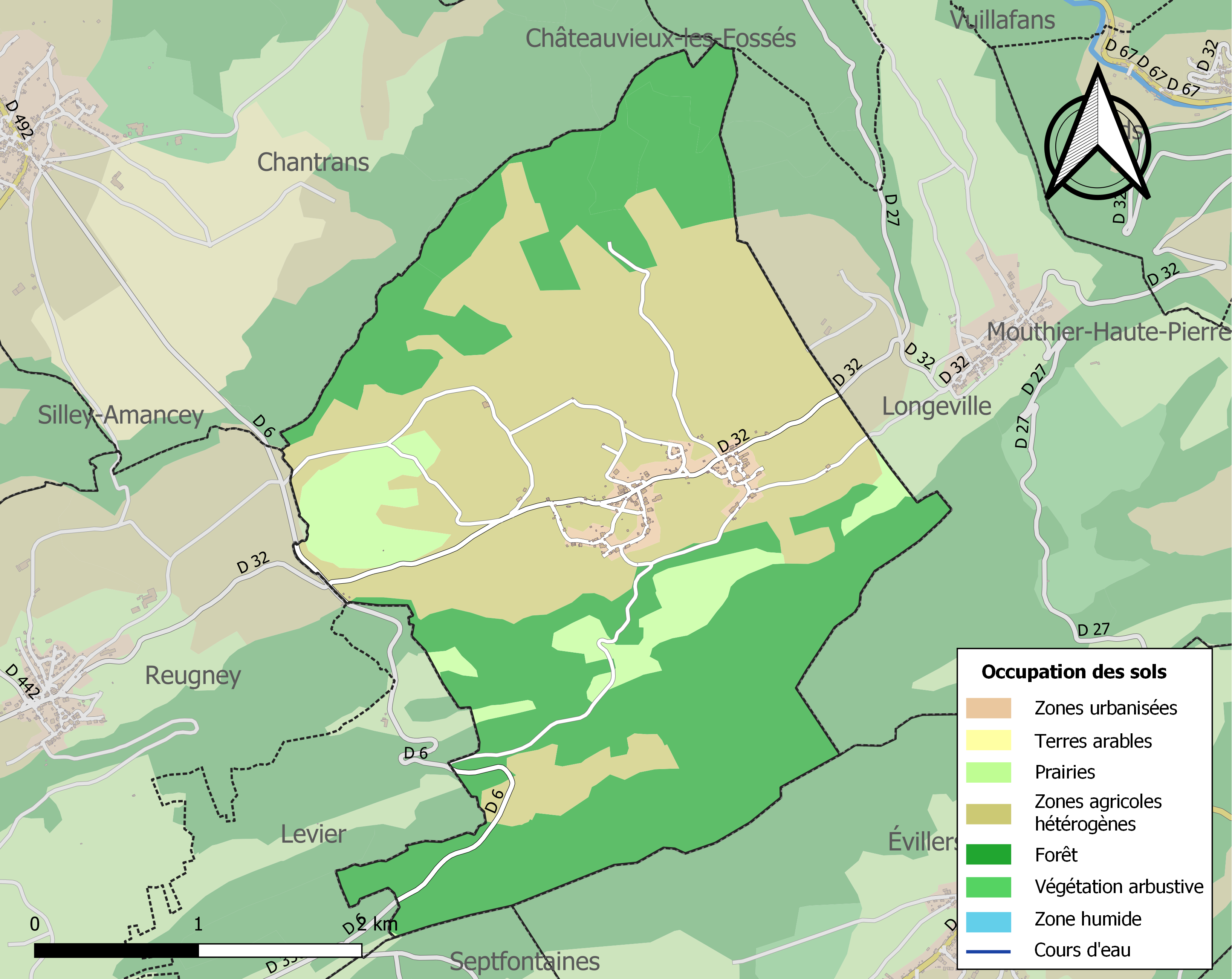
Kaart van de gemeente met de belangrijkste infrastructuur, bodemgebruik en omliggende gemeenten

## Demografie
Onderstaande figuur toont het verloop van het inwonertal (bron: INSEE-tellingen).